# Шамшир
Шамшир (перс. شمشیر‎) — це тип шаблі іранського походження, що характеризується довгим, вузьким, плоским та сильно вигнутим клинком, який, як правило, виготовлявся з булатної сталі. Клинки шамширів, як правило, не мають єлмані, дол, пера, що робить їх гладкими.

## Етимологія
Слово «шамшир» (перс. شمشیر‎ — šamšir, šamšer) буквально перекладають як «хвіст лева» або «кіготь лева». У перській мові слово «шамшир» виступало узагальнюючою назвою клинка, у широкому розумінні — меча, шаблі, й не був пов'язаний з якоюсь особливою формою клинка. Значення слова «шамшир» у європейських мовах пов'язане зі зброєзнавчими роботами, і має окреме значення як особливий тип шаблі. Схожа ситуація зі словом «килидж»

## Галерея

### Шамшири класичної форми

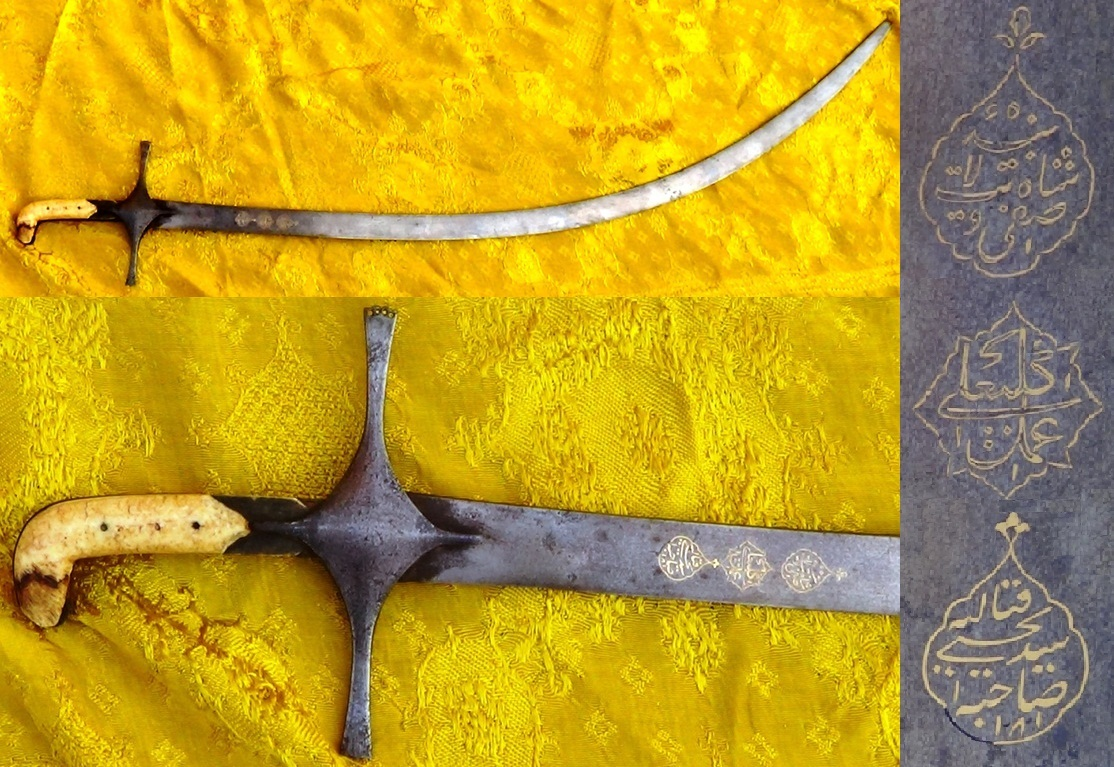
Перський шамшир класичної форми XVII ст., що належав Сефі I
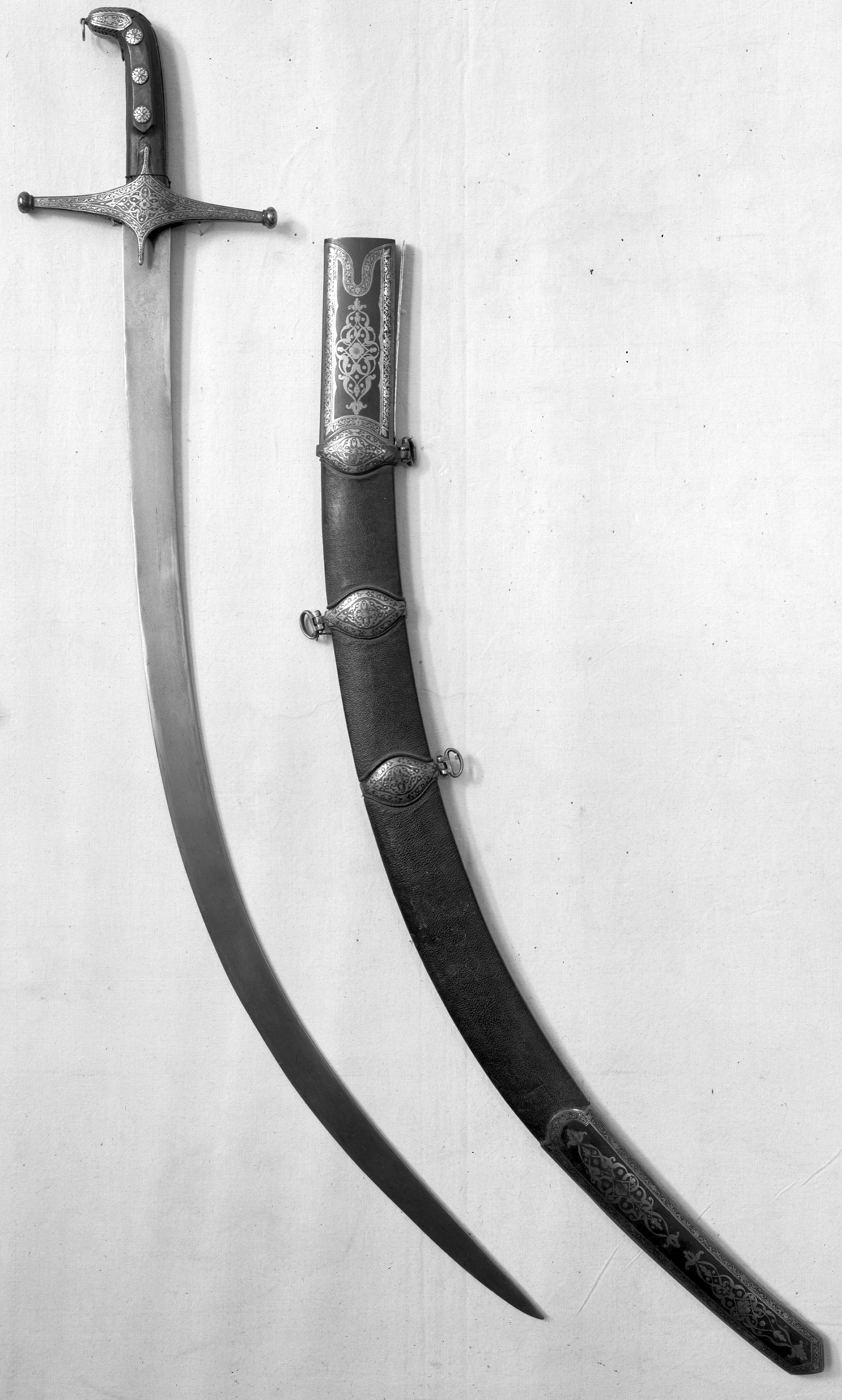
Сирійський шамшир класичної форми.
Перський шамшир класичної форми початку XVIII ст.

### Звичайні шамшири

Турецький шамшир